# Hennadij
Hennadij (ukrainisch Геннадій) ist ein ukrainischer Vorname. Er entspricht dem russischen Gennadi und dem belarussischen Henads.

## Bekannte Namensträger
- Hennadij Awdjejenko (* 1963), ukrainischer Hochspringer und Olympiasieger
- Hennadij Horbenko (1975–2025), ukrainischer Hürdenläufer
- Hennadij Komok (* 1987), ukrainischer Handballtorwart
- Hennadij Rasin (* 1978), ukrainischer Eishockeyspieler
- Hennadij Schapowalow (* 1978), ukrainischer General
- Hennadij Udowenko (1931–2013), ukrainischer Politiker und Diplomat